# Feketepatak (Románia)
Feketepatak (Valea Neagră), település Romániában, a Partiumban, Máramaros megyében.

## Fekvése
Nagybánya mellett fekvő település.

## Története
Feketepatak (Valea Neagră) korábban Nagybánya része volt.
1910-ben 132 lakosából 121 román, 11 magyar volt.
1956-ban 190 lakosa volt.
A 2002-es népszámláláskor 156 lakosa volt, melyből 152 román, 3 magyar, 1 ukrán volt.